# Don't Break My Heart
Don't Break My Heart is een nummer van de Britse reggaeband UB40 uit 1985. Het is de tweede en laatste single van hun zesde studioalbum Baggariddim.
Met dit nummer was het voor het eerst in vijf jaar dat UB40 weer een eigen productie uitbracht; de band had vooral hits met covers van andere artiesten. "Don't Break My Heart" bereikte de 3e positie in het Verenigd Koninkrijk. In het Nederlandse taalgebied werd de plaat een iets bescheidener succes dan bij de overzeese buren; met een 13e positie in de Nederlandse Top 40, en een 15e positie in de Vlaamse Radio 2 Top 30.

## Tracklijst
- 7"

1. "Don't Break My Heart" – 3:58
2. "Mek Ya Rok" – 3:39

- 12"

1. "Don't Break My Heart" – 7:12
2. "Mek Ya Rok" – 6:19